# Maďarština
Maďarština je ugrofinský jazyk, kterým se hovoří v Maďarsku, na severu srbské Vojvodiny, podél jihu Slovenska, na jihozápadě ukrajinské Zakarpatské oblasti, v částech rakouské spolkové země Burgenlandu, na severozápadě a uprostřed Rumunska a v příhraničí Chorvatska a Slovinska. Maďarsky mluví celkem zhruba 13,3 milionů lidí, což je většina současných mluvčích celé uralské jazykové rodiny.

## Klasifikace
Maďarština se řadí do uralské jazykové rodiny, a to do její ugrofinské větve, spolu s jazyky, kterými se hovoří na severovýchodě Evropy (např. finština, estonština). Přes jistou podobnost mluvnického systému a společné kořeny slovní zásoby však je příbuznost s těmito jazyky dosti vzdálená – asi jako slovanských jazyků s jazyky keltskými či íránskými. Nejbližšími příbuznými maďarštiny jsou jazyky nepočetných západosibiřských Chantů a Mansijců čili jazyky obsko-ugrické, s nimiž tvoří skupinu jazyků ugrických, a ani s obskougrickými jazyky není maďarština vzájemně srozumitelná.
Maďarská jazyková oblast je izolovaná – v okolí se hovoří zcela odlišnými indoevropskými jazyky (slovanskými, románskými a germánskými). Částečná lexikální podobnost s nimi je sekundární, způsobená dlouhodobým vzájemným ovlivňováním v rámci areálu dunajského jazykového svazu.

## Rozšíření
Maďarsky se hovoří v následujících oblastech:
| Stát                                            | Obyvatelé |
| ----------------------------------------------- | --------- |
| Maďarsko                                        | 9 546 374 |
| Rumunsko (hlavně Sedmihradsko a Krišana)        | 1 443 970 |
| Slovensko (jižní pohraničí)                     | 520 528   |
| Srbsko (hlavně Vojvodina)                       | 285 000   |
| Ukrajina (hlavně jihozápad Zakarpatské oblasti) | 149 400   |
| Kanada                                          | 75 555    |
| Izrael                                          | 70 000    |
| Rakousko (především Burgenland)                 | 22 000    |
| Chorvatsko (hlavně Baranja a Mezimuří)          | 16 500    |
| Slovinsko (hlavně Zámuří)                       | 9 240     |

Rozšíření maďarštiny v Evropě

Jádrem maďarské jazykové oblasti je Maďarsko. Maďarština je dále historicky rozšířena v sousedních zemích a oblastech, které byly v minulosti součástí Uherského království: Slovensko, Podkarpatská Rus na Ukrajině, střední, severní a západní Rumunsko (Sedmihradsko, Krišana, Banát), srbská provincie Vojvodina, chorvatské pohraničí za řekou Drávou, slovinské Zámuří a rakouská spolková země Burgenland.
V součtu přibližně milion maďarských mluvčích žije v dalších zemích světa: Argentina, Austrálie, Belgie, Brazílie, Kanada, Česko, Finsko, Francie, Německo, Nizozemsko, Polsko, Itálie, Švýcarsko, Spojené království, USA, Venezuela a jiné.

### Úřední jazyk
Maďarština je úřední jazyk Maďarska, a tím pádem i jeden z úředních jazyků Evropské unie.
Maďarština je také jedním z úředních jazyků Vojvodiny (Srbsko) a oficiální jazyk tři samosprávných obcí ve Slovinsku (Hodoš / Hodos, Dobrovnik / Dobrónak a Lendava / Lendva), spolu se slovinštinou.
Maďarština je také oficiálně uznaný jazyk většiny obyvatel nebo jako regionální jazyk v Rakousku, Chorvatsku a na Slovensku.
V Rumunsku maďarština není úředním jazykem. V případě obcí, měst a samosprávných jednotek s podílem maďarského etnika vyšším než 20 % je povinné, aby byly vyhlášky v takovémto případě psány i maďarsky (dle zákona 215/2001).

## Nářečí

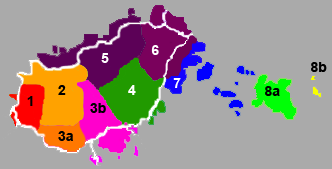
Schéma rozšíření dialektů maďarštiny: 1 – západní (nyugati), 2 – zadunajský (dunántúli), 3a,b – jižní (déli), 4 – východní/tisko-krišský (tisza-kőrös), 5 – severozápadní/polovecký (palóc), 6 – severovýchodní (északkeleti), 7 – středosedmihradský (mezőségi), 8a – sikulský (székely), 8b – csángó

Maďarština se dělí na tyto dialekty: Alföld, Západní Dunaj, Dunaj-Tisza, Oblast maďarského průsmyku, Severovýchodní Maďarsko, Severozápadní Maďarsko, sikulština či seklerština a Západní Maďarsko. Všechny tyto dialekty jsou vzájemně srozumitelné. Maďarským dialektem csángó, který není označován za etnolekt, se dorozumívají v kraji Bacău (Rumunsko) a v Moldávii. Většina obyvatel mluvících csángó byla izolována od ostatních Maďarů, a proto si uchovala dialekt velmi podobný střední maďarštině.

## Historie
Vývoj maďarštiny se dělí do následujících období, přičemž o maďarštině můžeme hovořit od chvíle, kdy Maďaři přišli na území dnešního Maďarska:
- pramaďarské období (1000 př. n. l. – 896 / 1000 n. l.):
  - období pobytu za Uralem (asi do r. 500 př. n. l.) – Pramaďaři žili ještě ve svých uralských sídlech
  - období migrace (500 př. n. l. – 896 n. l.) – Pramaďaři se postupně přesouvali, až roku 896 dosáhli horního Potisí (Maďarsko) a roku 1000 vytvořili království
- staromaďarské období (896 / 1000 – 1541): období do začátku nadvlády Turků nad Maďary
- středomaďarské období (1541 – konec 18. století): období do osvícenství a začátku maďarského národního obrození
- novomaďarské období (od konce 18. století dodnes)

Jazykovědci předpokládají, že ugrofinská skupina se z uralských jazyků oddělila již okolo roku 3000 př. n. l. Z tohoto období pochází (i když v různých obměnách) asi tisíc základních ugrofinských slov. Vzhledem k další migraci jednotlivých kmenů se i ugrofinská skupina okolo roku 2000 př. n. l. rozpadla. Ugrijci (Ugorové), předci dnešních Maďarů, směřovali na jih od Uralu. Způsob života i jazyk pak ovlivňoval kontakt s příslušníky íránských národů. Mezi lety 1250 a 1000 př. n. l. Ugrijci přešli na kočovný způsob života a rozdělili se do několika skupin. Předchůdci Maďarů zůstali v jižních stepích, zatímco Vogulové a Osťakové odešli na severovýchod. V průběhu 1. tisíciletí př. n. l. byli i nadále pod vlivem íránských národů (Sarmatů, Alanů a Skythů), což se projevilo i na četných lexikálních přejímkách spjatých především se zemědělstvím a obchodem. Někdy okolo roku 550 n. l. došlo k migraci obyvatel v této oblasti, zřejmě jako reakce na příval altajských kmenů, které značně ovlivnily vývoj v následujících staletích. Mnoho maďarských slov altajského původu pochází z tohoto období.
Předci dnešních Maďarů sami sebe označovali jako ty, kteří mluví. Slovo magyar v sobě obsahuje ugrofinské mon (mluvit, maď. mond) a er (muž). Toto označení pak v různých podobách přešlo i do některých jiných jazyků, včetně češtiny. Většina evropských jazyků však převzala jméno z označení ungri (latinsky Hungari). Předci Maďarů, žijící na dolním Donu, se v 6. století přidali ke kmenovému svazu Onogurů či Oněgurů (znamená deset národů) a stali se součástí mnohonárodnostní turkické říše Levédie. V nejstarších západních písemných záznamech jsou obyvatelé této říše zmiňováni jako turci nebo ungri (podle Onogurů). První písemná zpráva, v níž se označení ungri prokazatelně vztahuje k Maďarům, pochází z roku 834 z Byzance. V 7. století se Levédie stává součástí říše Chazarů. Počátkem 9. století maďarské kmeny odcházejí do oblasti Etelköz ('Meziříčí') mezi Dněprem a Dněstrem a odtamtud ve druhé polovině 9. století putují dál přes Karpaty do Karpatské kotliny.
V 10. století se Maďaři usadili v Podunají a v roce 1000 založil Štěpán I. Uherské království, které bylo od samotného počátku mnohonárodnostní. Spolu s Maďary zemi obývali příslušníci slovanských národů, Němci a Rumuni. Vzájemné kontakty vedly i ke vzájemnému ovlivňování jazyků, především ve slovní zásobě. Kromě jazyků sousedních národů maďarštinu ovlivňovala také latina. Ta byla používána jako úřední jazyk, ale i jako lingua franca pro běžnou komunikaci mezi příslušníky různých národů, které obývaly území království. Latinu na dobré úrovni díky tomu ovládala značná část uherské šlechty i měšťanstva. Jazyk si toto postavení udržel až do pozdního 18. století.
V maďarském jazyce rezonují výpůjčky z jazyka původního slovanského obyvatelstva podunajského prostoru po zániku Velké Moravy. Příkladem jsou slova ze zemědělství, které příchozí převzali (potok – patak). V maďarských slovech dokonce zůstala zachována staroslověnská nosová výslovnost (houba – gomba) a tvary mnohých slov, jež později v jazycích slovanských prošla metatezí (kolbás > klobás).

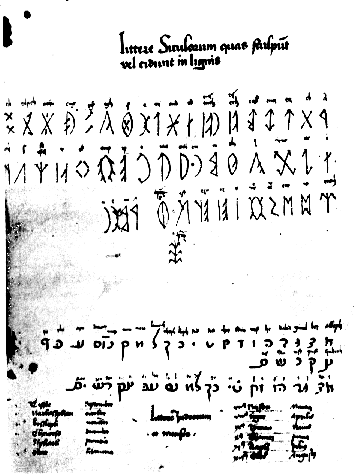
Maďarská runová abeceda na poslední stránce tisku z roku 1483, nalezeného na zámku v Mikulově

Nejstarší maďarské písemné památky pocházejí z konce 10. století. Nejedná se však o žádné významné texty, spíše jen zlomky obsahující převážně osobní a místní jména. Z druhé poloviny 11. století pocházejí první maďarské zlomky psané latinkou. Jedná se především o vpisky do latinských náboženských textů. První souvislý maďarský text pochází z konce 12. století. Maďarsky psaná literatura se rozvíjela po roce 1300. První překlad Bible do maďarštiny byl pořízen po roce 1430 (tzv. Husitská Bible).
Stará maďarština se od současné značně lišila pravopisem, gramatikou i hláskoslovím. Postupně ztratila dřívější dvojhlásky a počet slovesných časů se snížil ze šesti na tři. Ustálila se samohlásková harmonie.
V průběhu 16. a 17. století byla centrální část Uher pod nadvládou Osmanské říše. Jazyk proto byl pod silným vlivem turečtiny. Objevuje se však mnoho nových výpůjček z němčiny a francouzštiny.
V druhé polovině 18. století se objevují první myšlenky národního obrození a potřeba většího praktického využití maďarštiny. V roce 1784 vyhlásil císař Josef II. patent, kterým zaváděl němčinu jako jediný úřední a vyučovací jazyk v Uhrách. Úředníci se měli do tří let naučit německy. Vedly ho k tomu čistě praktické důvody. Latinu, která si do té doby uchovávala své postavení úřední řeči a vysokou prestiž, pokládal za mrtvý jazyk. Maďarština zase byla považována za nedokonalou a nevhodnou pro úřední potřeby. Navíc velká část jazykově různorodého obyvatelstva maďarsky vůbec nemluvila. Jazykové nařízení se však setkalo s velkým odporem. Ve svém důsledku vedlo ke vzniku hnutí za kultivaci a zdokonalení maďarštiny.
Hnutí neologů vytvořilo více než deset tisíc nových slov, především odvozováním od maďarských slovních základů. Mnohá z nich se používají dodnes. Tím bylo maďarštině umožněno plnit mnoho nových funkcí. V první polovině 19. století byla rovněž vytvořena první pravidla maďarského pravopisu. V 1844 byla maďarština prohlášena úředním jazykem a nahradila latinu. Maďarští představitelé nebrali ohled na jazykové požadavky příslušníků ostatních národů, což až do roku 1918 vyvolávalo jejich odpor. V Uherském království netvořili Maďaři většinu. Teprve po jeho rozpadu a vzniku Maďarska v dnešních hranicích se stal maďarský stát národnostně a jazykově více jednotným. Početné maďarsky mluvící obyvatelstvo se ocitlo za hranicemi země na území nově vzniklých států.

## Slovní zásoba
Základ slovní zásoby maďarštiny je společný s dalšími uralskými, resp. ugrofinskými jazyky. Bylo identifikováno přibližně 21 % slovních kořenů, které jsou uralského či ugrofinského původu. Zhruba polovina kořenů byla v minulosti přijata z jiných jazyků, především pak slovanských (21 %), z němčiny (11 %) a turkických jazyků (9,5 %). S dalšími evropskými jazyky maďarština sdílí mnoho slov řeckého a latinského původu (6 % kořenů). Z jiných románských jazyků pocházejí asi 2,5 % kmenů, z ostatních jazyků přibližně 1 %. U 30 % není původ jasný.
Při přejímání z jiných jazyků se slova běžně přizpůsobují maďarské fonetice (např. slova asztal – stůl, a udvar – dvůr, pocházejí (někdy tranzitně) ze slovanských jazyků, slovo polgár – občan z němčiny (Bürger)). Výjimkou jsou slova řeckého a latinského původu, která jsou většinou snadno rozeznatelná i pro mluvčí jiných jazyků, zejména byla-li převzata až v moderní době.

### Slovotvorba
Slovní zásoba se rozšiřuje vytvářením slov z existujících slovních základů. Odvozování slov se uskutečňuje pomocí slovotvorných předpon a přípon. Velmi hojné je též skládání.
Příklady slovotvorby v maďarštině:
- základní slovo: ad = dát, dávat
- předpony: bead = podat, elad = prodat, felad = podat, kiad = vydat
- přípony: adag = dávka, porce, adó = daň
- předpony i přípony: kiadó = vydavatel, vydavatelství
- skládání: munkaadó = zaměstnavatel (ten, kdo dává práci)
- kéz = ruka, kézi = ruční
- munka = práce
- kézimunka = ruční práce

## Abeceda a pravopis
Maďarština používá latinku, rozšířenou o znaky s diakritikou a spřežky. Maďarská abeceda (ábécé) má 44 písmen:
| Písmeno          | A a | Á á | B b | C c | Cs cs | D d | Dz dz | Dzs dzs | E e | É é | F f | G g | Gy gy | H h | I i | Í í | J j | K k | L l | Ly ly | M m | N n | Ny ny | O o | Ó ó | Ö ö | Ő ő | P p | Q q | R r | S s | Sz sz | T t | Ty ty | U u | Ú ú | Ü ü | Ű ű | V v | W w | X x | Y y | Z z | Zs zs |
| Výslovnost (IPA) | ɒ   | aː  | b   | t͡s  | t͡ʃ    | d   | d͡z    | d͡ʒ      | ɛ   | eː  | f   | g   | ɟ     | h   | i   | iː  | j   | k   | l   | j     | m   | n   | ɲ     | o   | oː  | ø   | øː  | p   | kv  | r   | ʃ   | s     | t   | c     | u   | uː  | y   | yː  | v   | v   | ks  | *   | z   | ʒ     |

Maďarský pravopis je v principu fonologický. Velmi dobře koresponduje s výslovností. Výjimkou jsou pouze některé asimilace (splývání) souhlásek, které se v písmu neprojevují, např. adj [ɒɟɟ] (dej). V cizích slovech se obvykle přizpůsobuje maďarskému pravopisu: gimnázium (česky gymnázium).
Písmena q, w a x se píší pouze v cizích slovech. Písmeno y v maďarských slovech neoznačuje samohlásku. Je součástí spřežek, digrafů, v nichž měkčí, palatalizuje předchozí souhlásku.
V příjmeních se lze dosud setkat s archaickými pravopisnými jevy, jako je spřežka cz (= c), ch (= cs) eö, ew, w (= ö, ő), aá, eé, oó (= á, é, ó), ss (= s, zs), gh, th (= g, t) a koncové -y (= i). Zejména poslední jev může působit nejasnost ve výslovnosti, pokud y následuje za souhláskou, s níž může tvořit spřežku (g, l, n, t). Např. Batthyány [baťťáni], aktuálním pravopisem Battyányi. V zápisu 18. a 19. století grafém y namísto i (odvozovací přípona některých desubstantivních přídavných jmen), mnohdy značil šlechtický přídomek.

### Diakritická znaménka
Diakritická znaménka se využívají u samohlásek:
- dvě tečky – označují krátké předopatrové zaokrouhlené, retné samohlásky: ö, ü (jako v němčině)
- čárka – označuje dlouhé samohlásky: á, é, í, ó, ú (jako v češtině)
- dvě čárky – označují délku předopatrových zaokrouhlených samohlásek: ő, ű

### Spřežky
Maďarština používá celou řadu spřežek:
| Spřežka | Výslovnost (IPA) | V češtině odpovídá | Příklad                                      |
| ------- | ---------------- | ------------------ | -------------------------------------------- |
| ny      | [ɲ]              | ň                  | nyúl [ɲuːl] = zajíc                          |
| gy      | [ɟ]              | ď                  | gyerek [ɟɛrɛk] = dítě                        |
| ly      | [j]              | j                  | hely [hɛj] = místo                           |
| ty      | [c]              | ť                  | tyúk [cuːk] = slepice                        |
| cs      | [t͡ʃ]             | č                  | család [t͡ʃɒlaːd] = rodina                    |
| sz      | [s]              | s                  | szép [seːp] = krásný, krásná, krásné         |
| dz      | [d͡z]             | dz                 | lopódzás [lopoːd͡zaːʃ] = obtěžování, stalking |
| dzs     | [d͡ʒ]             | dž                 | dzsem [d͡ʒɛm] = džem                          |
| zs      | [ʒ]              | ž                  | zseb [ʒɛb] = kapsa                           |

Psané s se vyslovuje [ʃ] (tedy jako české š: sajt [ʃɒjt] = sýr), zatímco vyslovované [s] se zapisuje spřežkou sz (Székesfehérvár [seːkɛʃfɛɦeːrvaːr]). Je to tedy naopak než v polštině.
Spřežka ly původně označovala hlásku [ʎ] (jako měkké slovenské ľ). V současnosti se však standardně vyslovuje [j], původní výslovnost zůstala jen v některých dialektech. Slova, v nichž se ly píše, se učí žáci nazpaměť.

### Příjmení – ortografie přípony „yi“
Příjmení, která odkazují na místo původu a končí příponou „i“, mají dvě možné koncovky: mohou být psány s příponou „i“ používanou v každém jiném kontextu nebo s koncovkou „y“, obě znamenají „od“ nebo „z“ místa a vyslovují se stejným způsobem. Zdvojená přípona -yi znamená pro -i předponu „z“ a pro -y pokud nenásleduje po n (poté n změkčuje na ň) znamená „starý“ původ. Rodina pocházející ze Szegedu a pojmenovaná podle této skutečnosti tak může hláskovat své příjmení „Petr Szegedi“ nebo „Petr Szegedy“ nebo „Petr Szegedyi“ což znamená „Petr ze Szegedu“ nebo „Petr ze Szegedu/Petr de Szeged“ nebo „Petr ze Szegedu/Petr de Szegedy“. Bylo populární věrit, že přípona „y“ nebo „yi“ označuje ušlechtilý původ, ale to nemusí být pravda. Pravdou je, že -y a yi je starší pravopis a starší záznamy s větší pravděpodobností zaznamenávaly lidi s vyšším postavením a bohatstvím.

#### Nositelé maďarské přípony yi
- Mihaly Csikszentmihalyi
- Antonín Apponyi
- Áron Szilágyi
- Béla Štěpán Széchenyi
- Alois Serényi
- John Charles Polanyi
- Albert Szent-Györgyi
- István Abonyi
- Radoslav Rochallyi

### Zdvojené (dlouhé) souhlásky
V zápisu zdvojené souhlásky se vyslovují dlouze (hozzám [hozzaːm] / [hozːaːm] = ke mně). U spřežek se zdvojuje pouze první písmeno (jössz [jøss] / [jøsː] = přicházíš).
Délka souhlásky je distinktivním rysem, rozlišuje význam, např.: megy [mɛɟ] = jde vs. meggy [mɛɟɟ] / [mɛɟː] = višeň.

## Výslovnost

### Přízvuk
Přízvuk je v maďarštině pevný, vždy na první slabice. Není na členech. Nerozlišuje význam slov. Nezávisí na něm kvalita ani délka hlásek. Nedochází k redukci nepřízvučných slabik.

### Samohlásky

Maďarské samohlásky

Maďarština má sedm krátkých a sedm dlouhých samohlásek. Délka samohlásek je důležitá pro rozlišení významu. Krátké a dlouhé samohlásky tvoří páry. Většina členů těchto párů se vyslovuje stejně, liší se jen délkou trvání. Rozdílná výslovnost je ve dvou případech:
- <a> / <á>: krátké a se vyslovuje jako zadní [ɒ], zní přibližně mezi českými /a/ a /o/, například ve slově Budapest [budɒpɛʃt]. Dlouhé á se vyslovuje stejně jako v češtině
- <e> / <é>: krátké e je otevřené [ɛ], vyslovuje se přibližně jako v češtině. Dlouhé é je zavřené [eː], blíží se í

### Souhlásky
|             | Bilabiály | Labiodentály | Alveoláry | Postalveoláry | Palatály  | Veláry | Glotály |
| ----------- | --------- | ------------ | --------- | ------------- | --------- | ------ | ------- |
| Nazály      | m         |              | n         |               | ɲ         |        |         |
| Plozivy     | p b       |              | t d       |               | c ɟ c͡ç ɟ͡ʝ | k ɡ    |         |
| Afrikáty    |           |              | t͡s d͡z     | t͡ʃ d͡ʒ         | c ɟ c͡ç ɟ͡ʝ |        |         |
| Frikativy   |           | f v          | s z       | ʃ ʒ           |           |        | h       |
| Vibranty    |           |              | r         |               |           |        |         |
| Aproximanty |           |              |           |               | j         |        |         |
| Laterály    |           |              | l         |               |           |        |         |

Souhlásky se v maďarštině vyslovují obdobně jako v češtině. Maďarština nemá souhláskové fonémy odpovídající českému /ř/ a /ch/. Rozdílná výslovnost je u těchto souhlásek:
- Základní výslovnost /h/ je neznělá [h]. Mezi samohláskami se však vyslovuje zněle [ɦ], jako v češtině.
- Palatální souhlásky /c/ a /ɟ/ (psané <ty> a <gy>) odpovídají českým /ť/ a /ď/. U některých autorů jsou popisovány s frikativním šumem [c͡ç, ɟ͡ʝ].[10] O přesné výslovnosti se stále diskutuje.[9]

Délka souhlásek je stejně jako délka samohlásek důležitá pro rozlišování významu. Dlouhé souhlásky se též označují jako zdvojené (viz výše).

## Gramatika

### Samohlásková harmonie
Samohlásková (vokalická) harmonie ovlivňuje celou gramatickou stavbu maďarštiny. Pro účely samohláskové harmonie dělíme maďarské samohlásky na přední a zadní podle místa vzniku zvuku na patře:
| Přední samohlásky (vysoké) | i í e é ö ő ü ű |
| Zadní samohlásky (nízké)   | a á o ó u ú     |

Podle tohoto pravidla v jednom slově mohou být buď jen přední, nebo jen zadní samohlásky. Výjimkou jsou slova cizího původu (telefon) a složeniny (Budapest). Pro většinu sufixů existují dvě až tři varianty, které se volí v závislosti na samohláskách v kořeni slova. Příklad (-tok / -tök – osobní koncovka sloves, 2. osoba množného čísla):
- dolgoztok = pracujete (zadní samohlásky)
- ültök = sedíte (přední samohlásky)

Samohláska i / í je sice foneticky přední, pravidlo samohláskové harmonie se však u některých slov tuto hlásku obsahujících neuplatňuje: např. iszik (pít) – minulý čas ivott. Pokud se i / í ve slově chová jako zadopatrová samohláska, je to dáno tím, že se dříve na jejím místě vyslovovala laryngální čili zadopatrová samohláska a teprve v posledních staletích se spodobnila s předopatrovým i / í. Výjimečně může být harmonie jediným rozdílem mezi dnešními homonymy: ír (psát) je zadní (írok – píšu), zatímco ír (Ir) je přední (írek – Irové).
Rovněž přední e, zejména pak é, se v určitých případech kombinuje se zadními samohláskami, například přivlastňovací přípona -é, pádová koncovka -ért, u nichž se na rozdíl od většiny ostatních závislých morfémů nevyvinuly zadopatrové alomorfy, takže se pojí i s kmenem se zadopatrovými vokály.
V maďarštině existuje též labiální vokalická harmonie, kdy alomorfy několika málo závislých morfémů alternují podle (i)labiální, retné kvality posledního vokálu kmene: kő-höz ('ke kameni'), fej-hez ('k hlavě'). Toto se však týká pouze předopatrových samohlásek. Zadopatrová labiální vokalická harmonie v maďarštině není, srov. ház-hoz ('k domu'), hó-hoz ('ke sněhu'), hús-hoz ('k masu').

### Jazykový typ
Maďarština se vyznačuje rozvinutým systémem skloňování a časování. Na rozdíl od převážně flektivních jazyků (jako je čeština), kde obvykle platí pravidlo jediné koncovky, jež vyjadřuje více mluvnických kategorií najednou, k maďarským slovům lze připojit více různých přípon a koncovek (sufixů). Takovéto „přilepovaní“ sufixů (aglutinace) s jediným významem řadí maďarštinu k aglutinačnímu typu jazyků. Každá koncovka vyjadřuje zpravidla jen jednu mluvnickou kategorii: pádová koncovka, znak množného čísla, přivlastňovací koncovka, osobní koncovka u sloves, koncovka minulého času a další. Sufixy se často připojují přes různé propojovací samohlásky, které usnadňují výslovnost.
Flektivní typ se v maďarštině výrazně projevuje například v časování, neboť osobní koncovka vyjadřuje zároveň dvě mluvnické kategorie—číslo a osobu: volt-a-m ('byl jsem'), volt-unk ('byli jsme').
Výrazná přítomnost kompozice v maďarské slovotvorbě zase přiřazuje maďarštinu k jazykovému typu polysyntetickému.
Příklad:
ház-a-i-m-ban = v mých domech
ház = dům
-a- = propojovací samohláska
-i- = znak množného čísla (ve spojení s přivlastňovacím sufixem)
-m- = přivlastňovací sufix (můj)
-ban = pádová koncovka vyjadřující polohu uvnitř

#### Zvláštnosti
Kořen slova zůstává při přibírání koncovek a přípon obvykle zachován beze změny. Výjimečně dochází ke stahování jeho poslední samohlásky (zkrácení nebo vypuštění), např. agár (ohař) – agarak (ohaři). Systematicky se stahují podstatná jména zakončená -alom, -elem (plurál -almok, -elmek) a slova končící -0X0g (kde 0 značí samohlásku a X souhlásku l, r). Slova zakončená krátkou samohláskou při ohýbání tuto samohlásku většinou prodlužují, např. alma (jablko), almából (z jablka), almáink (naše jablka). Slova zakončená dlouhou samohláskou někdy naopak tuto zkrátí a rozšíří se o původní konsonant kmene -v-, např. ló (kůň) – lovak (koně), kő (kámen) – kövek (kameny). Tato slova mají kontrahované kmeny (jejich původní, nestažená podoba lova-, köve- se uchovala pouze v některých sufigovaných tvarech, např. v akuzativu či tvarech v plurálu). Pouze několik málo kořenů prochází výraznější proměnou, např. metatezí teher (náklad), plurál terhek. Tyto jevy (kromě prodlužování finální kmenové samohlásky, které je univerzální) se však případně týkají jen přivlastňovacích tvarů, plurálu, akuzativu a superessivu („na tom“ – koncovka -n).
Nikoliv ke změně kořene, ale přípony, dochází systematicky, pokud přípona začínající na v (-val / -vel, -vá / -vé) přistupuje ke slovu zakončenému na souhlásku. Tehdy iniciální souhláska přípony asimiluje s finální souhláskou kmene či předchozího závislého morfému, např. szándék + -val > szándékkal (s úmyslem), plurál szándékok > szándékokkal (s úmysly).

### Jmenný rod
Maďarština je bezrodý jazyk. Nerozlišuje rod mužský, ženský a střední, dokonce ani u zájmen: ő znamená on, ona i ono. Pokud je potřeba rozlišit pohlaví, existují možnosti přechylování na úrovní slovní zásoby, například složeniny se slovem nő (žena): tanár = učitel, tanárnő = učitelka.

### Číslo
Maďarština rozlišuje jednotné a množné číslo. Množné číslo se vyjadřuje pomocí charakteristického sufixu -k nebo -i- (při použití přivlastňovacích sufixů). Znak množného čísla se zpravidla připojuje jen k podstatnému jménu, případně ukazovacímu zájmenu. K jiným slovním druhům se připojuje jen za určitých podmínek (viz dále).
Znak množného čísla se používá pouze v případě, že není blíže určen počet. Je-li počet vyjádřen číslovkou, zůstává podstatné jméno v jednotném čísle. Například:
egy fa = (jeden) strom
fák = stromy (není určen počet, mnohost vyjadřuje koncovka -k)
sok fa = mnoho stromů, öt fa = pět stromů (číslovka vyjadřuje počet větší než jeden)

### Přivlastňování
Systém přivlastňování je v maďarštině odlišný od indoevropských jazyků. Podstatná jména se nepojí s přivlastňovacími zájmeny, ale přibírají zvláštní přivlastňovací sufix: A(z én) könyvem. = Toto je moje kniha.
- Přivlastňovací zájmena se používají pouze samostatně, nejčastěji v přísudku:

Ez a könyv az enyém. = Tato kniha je moje.
- Obdobným způsobem se používá přivlastňovací koncovka -é, která se připojuje ke jménu vlastníka:

Ez a könyv Pálé. = Tato kniha je Pavlova. (srovnej dále)
- Přivlastňuje-li se konkrétní osobě nebo věci, přibírá přivlastňovaná věc přivlastňovací koncovku, zatímco vlastník zůstává buď bez koncovky, nebo přibírá koncovku dativu:

kutya lába = noha psa (doslova pes jeho-noha)
kutyának a lába = noha psa (doslova psovi ta jeho-noha)
Pál könyve / Pálnak a könyve = Pavlova kniha
Maďarština stejně jako žádný uralský jazyk a většina jazyků světa nemá transitivní sloveso s významem mít. Místo toho se používá zvláštní vazba se slovesem van (být). Vlastník je v habitativní větě vyjádřen 1. buď jen posesivním sufixem na výrazu označujícím vlastněnou entitu, nebo 2., je-li vyjádřen samostatným výrazem, tento navíc přibírá dativní koncovku:
1. Van kutyám. = Mám psa. (doslova je můj-pes)
2. Péternek kutyája van. = Petr má psa. (doslova Petrovi jeho-pes je)

### Člen
Podstatná jména jsou obvykle determinována členem, který je dvojí:
- neurčitý: egy má také význam jeden a používá se pouze v jednotném čísle
- určitý: a (před jmény začínajícími souhláskou) nebo az (před jmény začínajícími samohláskou) se používá v jednotném i množném čísle

### Podstatná jména
Podstatná jména se skloňují. Při skloňování přibírají přivlastňovací sufixy, znak množného čísla a pádové koncovky.
Maďarština má 18 pádů. Sada pádových koncovek je jednotná pro všechna jména. Koncovky mají obvykle dvě, někdy tři varianty podle samohláskové harmonie (viz výše) a jsou totožné pro obě čísla. Pády se dělí na pády gramatické (nominativ, akuzativ, dativ) a adverbiální (významu lokálního (essiv, superessiv, terminativ...), temporálního a dalších).
Nominativ je základním, slovníkovým tvarem jména, je bezkoncovkový a užívá se pro vyjádření podmětu, přívlastku a jmenné části predikátu: kutya (pes), ház (dům).
Akuzativ je pádem přímého předmětu, má koncovku -t: kutyát (psa).
Dativ je pádem nepřímého předmětu, má koncovku -nak / -nek: férfinak (mužovi).
Kauzál-finál se vyjadřuje koncovkou -ért: kutyáért (pro psa)
Lokální pády:
K umístění a pohybu obecně se vztahuje matice devíti pádů, které odpovídají na otázky kam?, kde? a odkud?:
- vnitřní: házba (illativ) – házban (inessiv) – házból (elativ) = do domu – v domě – z domu

kertbe – kertben – kertből = do zahrady – v zahradě – ze zahrady
- povrchové: asztalra (sublativ) – asztalon (superessiv) – asztalról (delativ) = na stůl – na stole – ze stolu

székre – széken – székről = na židli (kam) – na židli (kde) – ze židle
- přibližné: orvoshoz (allativ) – orvosnál (adessiv) – orvostól (ablativ) = k lékaři – u lékaře – od lékaře

Péterhez – Péternél – Pétertől = k Petrovi – u Petra – od Petra

Terminativ má koncovku -ig: házig ((až) k domu)
Řada dalších prostorových vztahů (pod, nad, zpod, za, zpoza, skrze atd.) je vyjadřována systémem záložek.
Koncovka -ról / -ről také vyjadřuje českou vazbu „o něčem“. Pro některou časovou lokalizaci se používá koncovka temporálu -kor: éjfélkor (o půlnoci).
Komitativ je tvořen koncovkou -val / -vel, která případně asimiluje s finální souhláskou kmene či předchozí přípony: almával (s jablkem), köszönettel (s vděkem).
Významem podobný, ale s mnohem menší produktivitou, je sociativ s koncovkou -stul / -stül: családostul (s rodinou) (vokál -o- je zde vokálem epentetickým).
Podobně jako v komitativu asimiluje souhláska v koncovce translativu -vá / -vé vyjadřujícího změnu stavu: jég (led) – jéggé válik (stát se ledem, změnit se v led), případně proměnu: szép (krásný) – széppé válik (zkrásnět). Koncovkami translativu taky tvoříme tvar přídavného jména ve valenci s transitivním slovesem s významem faktitivní proměny stavu: nevetséges (směšný) – nevetségessé tesz (zesměšnit), nebo uděláme někoho / něco nějakým / čím: boldogtalan (nešťastný) – boldogtalanná tesz (udělat nešťastným).
Maďarština má také dva způsoby vyjádření essivu („jako něco, na způsob“), formální -ként a modální -ul / -ül: orvosként (jako lékař), például (například). Modální essiv (s koncovkami -ul / -ül i -lag / -leg) však lze řadit i mezi prostředky odvozování slov, a to pro tvorbu adverbiálních denominativ: např. cseh (český) > csehül (česky), eset (případ) > esetleg (případně).
Relativně produktivním pádem je též kauzál finál s koncovkou -ért a funkcí odpovídající české předložkové vazbě „pro něco/někoho“ nebo „za něco“: a hazáért (za vlast), érted (pro tebe).

### Přídavná jména
Přídavná jména přijímají koncovky množného čísla, případně pádové koncovky pouze tehdy, když se nepojí s podstatnými jmény (v eliptických vyjádřeních a v pozici jmenného členu přísudku).
A kutyák nagyok. = Ti psi jsou velcí. (tvar množného čísla v postavení přísudku)
Milyen inget akarsz? Fehéret. = Jakou košili chceš? Bílou. (akuzativní tvar)
Jako přívlastek přídavná jména se svým řídícím členem nekongruují.
nagy kutyák = velcí psi
Akarom a fehér inget. = Chci tu bílou košili.
Stupňování: 2. stupeň (komparativ) se tvoří příponou -abb / -ebb (-ší, -ejší). Přidáním předpony leg- (nej-) k tomuto tvaru se tvoří 3. stupeň (superlativ): gyors gyorsabb leggyorsabb = rychlý rychlejší nejrychlejší
Výjimkou je stupňování slova jó (dobrý) – jobb, legjobb. K adjektivu nagy (velký) přistupuje přípona -obb (nagyobb).

### Slovesa
Transitivní slovesa mají dvojí časování – určité (předmětné) a neurčité (podmětné). Ve všech časech a způsobech přibírají dvě sady osobních koncovek podle toho, zda se pojí s určitým, neurčitým, respektive žádným předmětem:
Építettél egy házat. = Stavěl jsi (nějaký) dům. (neurčité časování)
Építettél. = Stavěl jsi. (neurčité časování)
Építetted a házat. = Stavěl jsi ten dům. (určité časování)
Nepřechodná (intranzitivní) slovesa nemají předmět, proto mají pouze neurčité časování.
Při časování se (obdobně jako v češtině) přidávají osobní koncovky, které vyjadřují 1., 2. a 3. osobu v jednotném a množném čísle. Není proto nutné označovat podmět osobním zájmenem. Je-li podmět zřejmý, může se vynechat.
V neurčitém časování navíc existuje osobní koncovka, která vyjadřuje vztah já – tebe / vás:
utállak = nenávidím tě
szeretlek = miluji tě
Infinitiv se vyznačuje koncovkou -ni: olvasni = číst
Maďarské sloveso má tři časy jako v češtině: minulý, přítomný a budoucí.
- Minulý čas se tvoří vložením sufixu -t- (s variantami -ott-, -ött-, -ett-) mezi kmen a osobní koncovku:

szaladtunk = běželi jsme
- Budoucí čas se tvoří pomocným slovesem fog + infinitiv:

fogunk menni = půjdeme
Odborně zaměřené mluvnice však nepočítají tuto konstrukci mezi časy. Jednak proto, že se tvoří skládáním, a také proto, že budoucnost se dá vyjádřit i přítomným časem ve spojení s příslovečným určením času, případně stejně jako v češtině použitím prefigační změny aspektu:
Ma este moziba megyek. = Dnes večer jdu do kina.
csinálom ('dělám to') – megcsinálom ('udělám to')
Jediné maďarské sloveso, které má vlastní tvary budoucího času, je existenciální sloveso lenni (= být), kde se jedná o tvary se základem lesz (= bude), zatímco přítomný čas se tvoří od jiného základu van (= je).
Slovesné způsoby jsou čtyři: oznamovací, podmiňovací (kondicionál), spojovací (subjunktiv) a potenciál.
- Kondicionál přítomný se tvoří vložením sufixu -ná- / -né- mezi kmen a osobní koncovku:

olvasnánk = četli bychom
- Kondicionál minulý se tvoří spojením minulého času a pomocného slovesa volna (byl by):

olvastunk volna = byli bychom četli
- Subjunktiv vyjadřuje nejčastěji rozkaz (imperativ) nebo přání. Má širší využití než rozkazovací způsob v češtině. Tvoří tvary ve všech osobách. Jeho znakem je sufix -j-, který se vkládá mezi kmen a osobní koncovku:

menjetek! = jděte!
menjen = ať jde / jděte (vykání)
Toto vkladné -j- se někdy transformuje do asimilace: olvas (= číst) → olvass! = čti!, metsz (= řezat) → mess! = řež!
- Potenciál se tvoří příponou -hat / -het a vyjadřuje možnost: olvashat = může číst
  - Z potenciálu se transgresivní příponou -ó/-ő tvoří potenciální adjektiva: olvasható = čitelný
- Do flekční kategorie slovesného způsobu (nikoli tedy slovotvorby) se někdy řadí i kauzativ, jenž v maďarštině není omezen jen na některá slovesa, ale lze jej tvořit pravidelně od všech sloves připojením přípony -tat / -tet: olvas-tat 'nechat / přinutit číst'.

#### Nepravidelná slovesa
Několik maďarských sloves (vesměs velmi frekventovaných) se časuje více či méně nepravidelně. Mnohá se však časují vzájemně stejným způsobem. Jsou to (uveden infinitiv, nominativ 3. os. sg neurč. přítomný (tj. základní/slovníkový tvar) a minulý, imperativ 2. os. sg (neurč. a urč.)):
- aludni (= spát) – alszik, aludt, aludj / aludjál, aludd / aludjad; analogicky se časují feküdni (fekszik, = ležet) a nyugodni (nyugszik, = odpočívat)
- enni (= jíst) – eszik, evett, egyél, edd / egyed
- hinni (= myslet si) – hisz, hitt, higgyél, hidd / higgyed
- inni (= pít) – iszik, ivott, igyál, idd / igyad
- jönni (= přijít) – jön, jött, *gyere / jöjj
- lenni (= být) – *van, *volt, légy / legyél, + budoucí čas lesz
- menni (= jít) – megy, ment, menj / menjél
- nőni (= růst) – nő, nőtt, nőj / nőjél, nődd / nőjed; analogicky főni (fő, = vařit se, vřít), lőni (lő, = střílet), róni (ró, = rýt), szőni (sző, = tkát)
- tenni (= dát) – tesz, tett, tégy / tegyél, tedd / tegyed; analogicky venni (vesz, = vzít) a vinni (visz, = nést)[12][13]

Zcela nepravidelný je imperativ gyere (= pojď).

#### Iková slovesa
Zvláštním typem jsou tzv. iková slovesa, nazvaná takto podle jejich základního tvaru (3. os. sg oznam. neurč. přít.) zakončeného na -ik (zatímco u ostatních maďarských sloves je tento tvar současně kořenem, tj. bez koncovky). Iková slovesa zpravidla tvoří odlišně rozkazovací tvar ve 3. os. sg (zakončen jednotně na -(j)ék), případně dochází ke spodobě, např. tetszik (= líbit se), imperativ tessék (= „ať se líbí“, používá se ve smyslu č. fráze prosím).
Mívají význam podobný českým zvratným slovesům, kdy podmět koná sám na sobě. Proto jsou iková slovesa obvykle nepřechodná, ale s významnými výjimkami jako eszik nebo iszik (viz výše).

### Postpozice
Postpozice (záložky) plní v maďarštině stejnou funkci jako předložky v češtině a jiných jazycích. Rozdíl je především v tom, že stojí až za řídícím jménem. Většinou se pojí se základním tvarem (v nominativu). Fungují podobně jako pádové koncovky. Píší se však odděleně a nemají varianty podle samohláskové harmonie.
Postpozice vyjadřující místní vztahy tvoří trojice jako místní pády:
- ágy alá – ágy alatt – ágy alól = pod postel – pod postelí – zpod postele
- ágy mellé – ágy mellett – ágy mellől = vedle postel – vedle postele – od (vedle) postele
- ágy elé – ágy előtt – ágy elől = před postel – před postelí – zpřed postele
- ágy fölé – ágy felett / fölött – ágy fölül = nad postel – nad postelí – zponad postele
- ágy mögé – ágy mögött – ágy mögül = za postel – za postelí – zpoza postele
- ágyak közé – ágyak között – ágyak közül = mezi postele (kam) – mezi postelemi (kde) – z místa mezi postelemi

Další záložky jsou: körül = kolem (kde), köré = kolem (kam), felől = směrem od, felé = směrem k, na, helyett = místo (čeho), szerint = podle (čeho), miatt = kvůli, szerint = podle (čeho), után = po, za, ellen = proti, által = prostřednictvím, iránt = směrem k, nélkül = bez
Pokud se postpozice pojí s osobními zájmeny, přijímají přivlastňovací přípony:
alattam = pode mnou (nikoliv én alatt !)
fölötted = nad tebou

### Zápor
Univerzální záporkou je nem (ne), případně sem (ani). Stojí před negovaným výrazem: nem értem = nerozumím.
V subjunktivu se místo nem používá ne, případně se: ne gyere ide! = nechoď sem!
Stejně jako v češtině je v maďarštině možný vícenásobný zápor: Nem értek semmit. = Nerozumím ničemu.
Adjektiva se často negují pomocí opozitní přípony -(a)tlan/-(e)tlen, -talan/-telen:
- kellemes = příjemný, kellemetlen = nepříjemný
- olvasható = čitelný, olvashatatlan = nečitelný

### Slovosled
Slovosled maďarské věty je volný, není však nahodilý. Základní slovosled oznamovací věty je SOV (podmět – předmět – přísudek). Větný člen, na který je kladen důraz, obvykle stojí bezprostředně před přísudkem.
V tázacích větách bývá obecně jádro dotazu na začátku. Ve větách s tázacím zájmenem (doplňovacích) se tento slovosled shoduje s češtinou: Hol van a kép? = Kde je (ten) obraz? V tázacích větách zjišťovacích je proti češtině obrácený: Kép ez? = Je to obraz? (doslova Obraz to (je)?) Itt van az a fiú? = Je ten chlapec tady? (doslova Tady je ten chlapec?)
Slovosled záporné věty je zpravidla stejný jako v češtině: Ez nem kép. = To není obraz.
Typické pro maďarštinu je (oproti většině evropských jazyků) obrácené pořadí složek jména, včetně hodností a titulů, např. král Karel I. je maďarsky I. Károly király (doslova I. Karel král). Příjmení stojí zásadně před křestním jménem (jmény): László Kovács je v maďarštině vždy Kovács László. Obráceně se uvádějí i data: 5. 7. 2016 je maďarsky 2016. 7. 5. Měsíc je vždy před dnem. Obecně jsou časové jednotky řazeny od největší po nejmenší.

## Příklady

### Číslovky
|               | nominální                 | řadová             | zlomková    |
| 1             | egy                       | első               | –           |
| 2             | két, kettő                | második            | fél         |
| 3             | három                     | harmadik           | harmad      |
| 4             | négy                      | negyedik           | negyed      |
| 5             | öt                        | ötödik             | ötöd        |
| 6             | hat                       | hatodik            | hatod       |
| 7             | hét                       | hetedik            | heted       |
| 8             | nyolc                     | nyolcadik          | nyolcad     |
| 9             | kilenc                    | kilencedik         | kilenced    |
| 10            | tíz                       | tizedik            | tized       |
| 11            | tizenegy                  | tizenegyedik       | tizenegyed  |
| 12            | tizenkét, tizenkettő      | tizenkettedik      | tizenketted |
| 13            | tizenhárom                | tizenharmadik      | tizenharmad |
| 20            | húsz                      | huszadik           | huszad      |
| 21            | huszonegy                 | huszonegyedik      |             |
| 30            | harminc                   | harmincadik        |             |
| 31            | harmincegy                | harmincegyedik     |             |
| 40            | negyven                   | negyvenedik        |             |
| 50            | ötven                     | ötvenedik          |             |
| 60            | hatvan                    | hatvanadik         |             |
| 70            | hetven                    | hetvenedik         |             |
| 80            | nyolcvan                  | nyolcvanadik       |             |
| 90            | kilencven                 | kilencvenedik      |             |
| 100           | száz                      | századik           | század      |
| 174           | százhetvennégy            | százhetvennegyedik |             |
| 200           | kétszáz                   | kétszázadik        |             |
| 1000          | ezer                      | ezredik            | ezred       |
| 2345          | kétezerháromszáznegyvenöt |                    |             |
| 1 000 000     | millió                    |                    |             |
| 1 000 000 000 | milliárd                  |                    |             |

## Užitečné fráze
| Maďarsky         | Česky             |
| Szia!            | Ahoj!             |
| Viszlát!         | Na shledanou!     |
| Jó reggelt!      | Dobré ráno!       |
| Jó napot!        | Dobré odpoledne!  |
| Jó estet!        | Dobrý večer!      |
| Igen / Nem       | Ano / Ne          |
| Kérem            | Prosím            |
| Köszönöm!        | Děkuji!           |
| Köszönöm szépen! | Děkuji mnohokrát! |
| Bocsánat         | Promiň            |
| Bal / Jobb       | Levý / Pravý      |

### Další fráze
- maďarský: magyar /mɑɟʝɑr/ [moďor]
- dobrý den: jó napot (kívánok) /joːnɑpot kivaːnok/ [jó nopot kívánok]
- kolik?: mennyi? /mɛɲɲi/ [meňňi]
- kolik to stojí?: mennyibe kerül? /mɛɲɲibe kɛryl/ [meňňibe kerül]
- toto / tohle: az /ɑz/, ez /ɛz/ [ez]
- nerozumím: nem értem /nɛm eːrtɛm/ [nem írtem]
- nevím: nem tudom /nɛm tudom/ [nem tudom]
- kde je WC?: Hol van a vécé? /hol vɑn ɑ veːtseː/ [hol von o vící]
- mluvíte anglicky?: Beszél angolul? /besél ɑnɡolul/ [besíl ongolul]
- pomoc!: Segítség! /ʃɛɡiːtʃːeːɡ/ [šegíčíg]
- pracuj! dolgozz /dolgozː/ [dolgozz]

## Slovník
| Maďarsky               | Česky            |
| piros                  | červená          |
| zöld                   | zelená           |
| sárga                  | žlutá            |
| narancssárga           | oranžová         |
| sötétkék               | tmavě modrá      |
| világoskék             | světle modrá     |
| barna                  | hnědá            |
| lila                   | fialová          |
| fehér                  | bílá             |
| rózsaszín              | růžová           |
| fekete                 | černá            |
| szürke                 | šedá             |
| telefon                | telefon          |
| kulcsok                | klíče            |
| ágy                    | postel           |
| ház                    | dům              |
| fürdőszoba             | koupelna         |
| zuhany                 | sprcha           |
| Hol vannak a bőröndök? | Kde jsou kufry?  |
| útlevél                | cestovní pas     |
| hitelkártya            | kreditní karta   |
| szappan                | mýdlo            |
| borotva                | břitva           |
| fogkrém                | zubní pasta      |
| fogkefe                | zubní kartáček   |
| fésű                   | hřeben           |
| hajkefe                | kartáč na vlasy  |
| törülköző              | ručník           |
| kés                    | nůž              |
| villa                  | vidlička         |
| kanál                  | lžíce            |
| tányér                 | talíř            |
| pálcika                | jídelní hůlky    |
| serpenyő               | pánev            |
| kóla                   | kola             |
| gyümölcslé             | džus             |
| tea                    | čaj              |
| víz                    | voda             |
| sör                    | pivo             |
| bor                    | víno             |
| tej                    | mléko            |
| kávé                   | káva             |
| tojás                  | vejce            |
| pirítós                | toust            |
| cukor                  | cukr             |
| vaj                    | máslo            |
| sajt                   | sýr              |
| kenyér                 | chléb            |
| rizs                   | rýže             |
| hal                    | ryba             |
| fokhagyma              | česnek           |
| sültkrumpli            | chips            |
| pizza                  | pizza            |
| hamburger              | hamburger        |
| mangó                  | mango            |
| banán                  | banán            |
| alma                   | jablka           |
| körte                  | hrušky           |
| eper                   | jahody           |
| grépfrút               | granátové jablko |
| citrom                 | citron           |
| narancs                | pomeranč         |
| málna                  | maliny           |
| szőlő                  | hrozny           |
| szilva                 | švestka          |
| paradicsom             | rajčata          |
| kukorica               | sladká kukuřice  |
| répa                   | mrkev            |
| hagyma                 | cibule           |
| uborka                 | okurka           |
| krumpli                | brambory         |
| gomba                  | houby            |
| fej                    | hlava            |
| arc                    | tvář             |
| nyak                   | krk              |
| haj                    | vlasy            |
| fül                    | ucho             |
| szem                   | oko              |
| orr                    | nos              |
| száj                   | ústa             |
| térd                   | koleno           |
| könyök                 | loket            |
| boka                   | kotník           |
| láb                    | noha             |
| lábfej                 | chodidlo         |
| hüvelykujj             | palec            |
| ujj                    | prst             |
| csukló                 | zápěstí          |
| kar                    | paže             |
| kéz                    | ruka             |

## Vzorový text

### Všeobecná deklarace lidských práv
| maďarsky | Minden emberi lény szabadon születik és egyenlő méltósága és joga van. Az emberek, ésszel és lelkiismerettel bírván, egymással szemben testvéri szellemben kell hogy viseltessenek. |
| česky    | Všichni lidé se rodí svobodní a sobě rovní co do důstojnosti a práv. Jsou nadáni rozumem a svědomím a mají spolu jednat v duchu bratrství.                                          |

## Ukázky ze psané maďarštiny

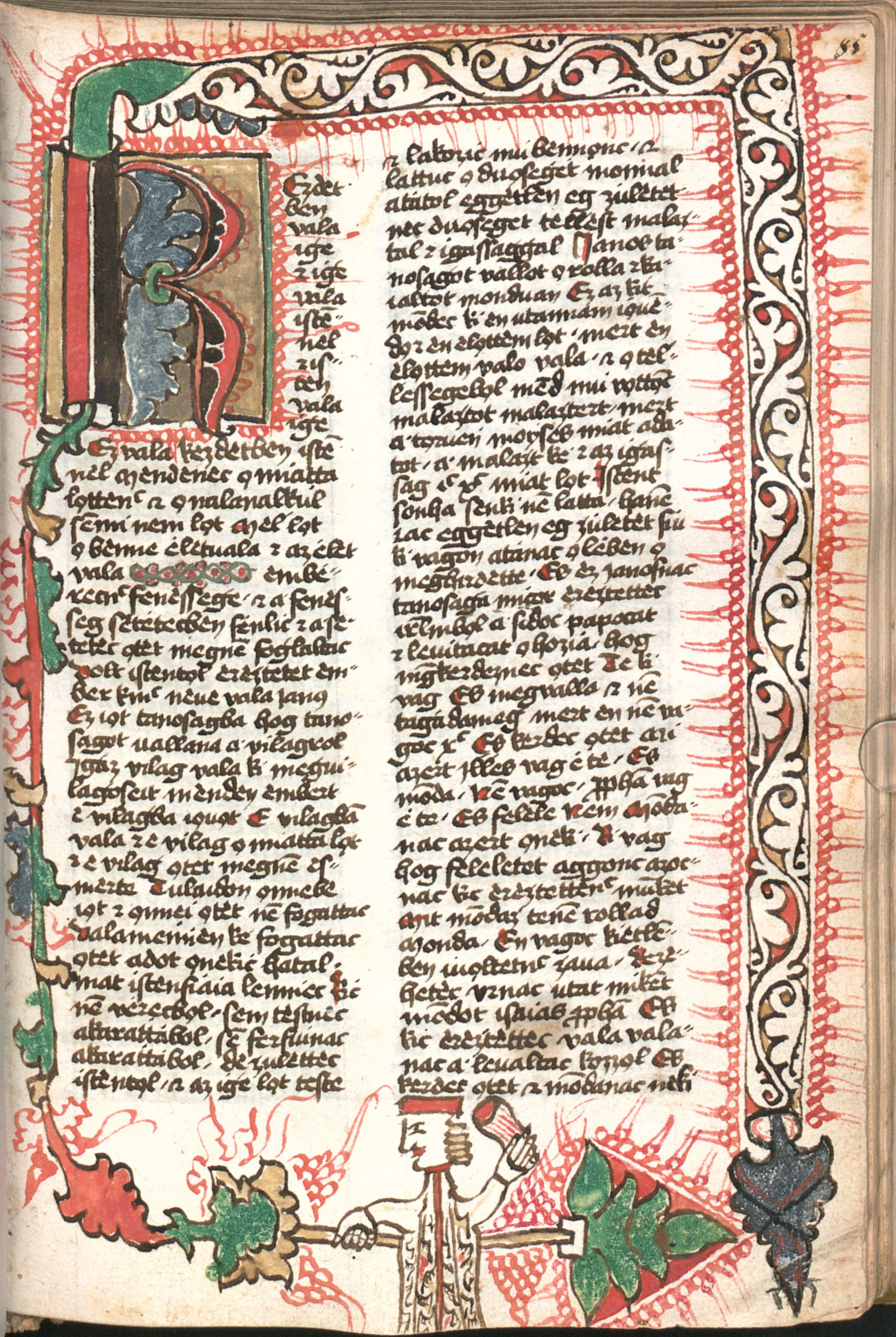
Tzv. Husitská bible, kolem roku 1466
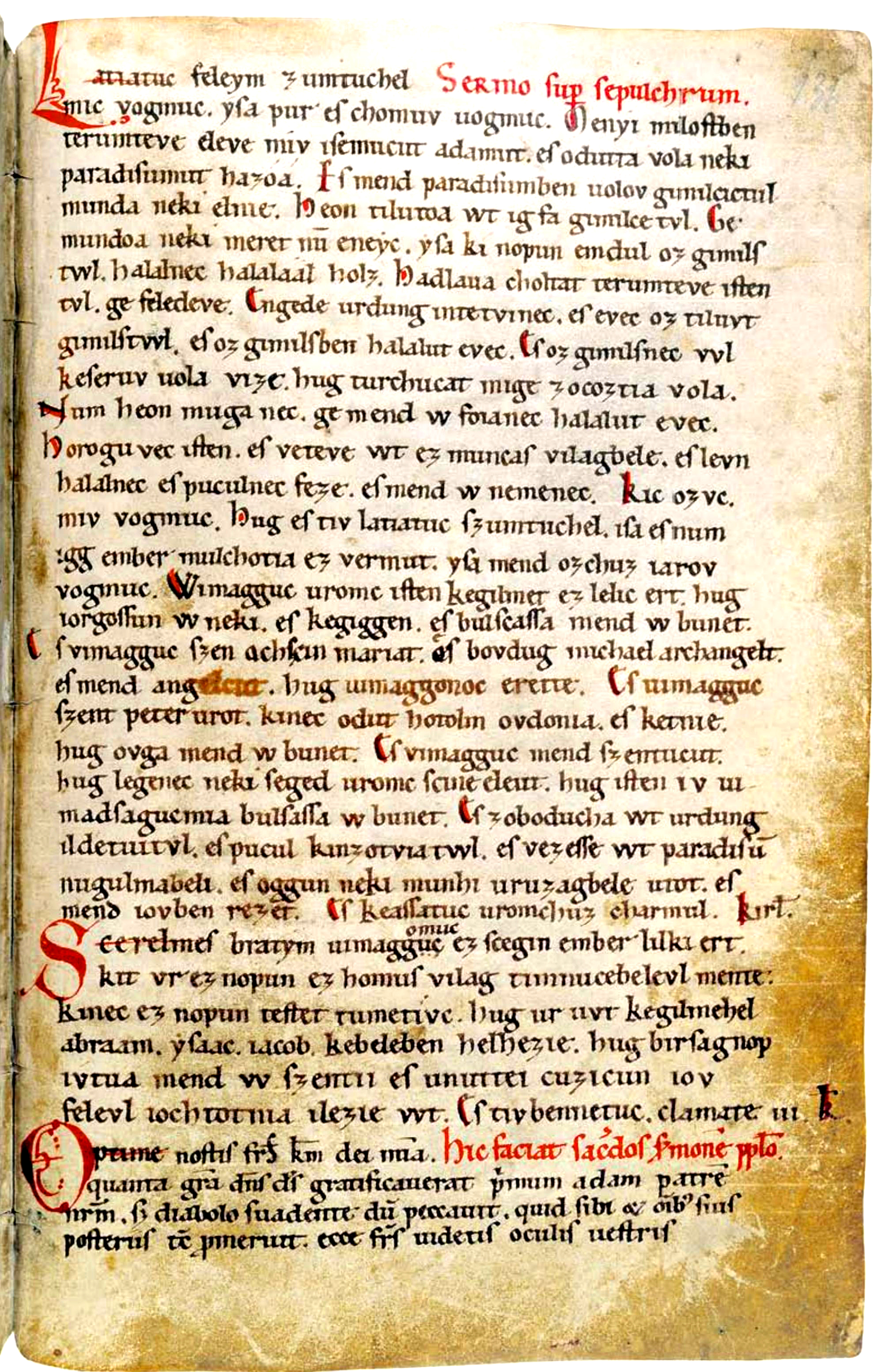
Jeden z nejstarších dochovaných písemných záznamů, datovaný do let 1192–1195
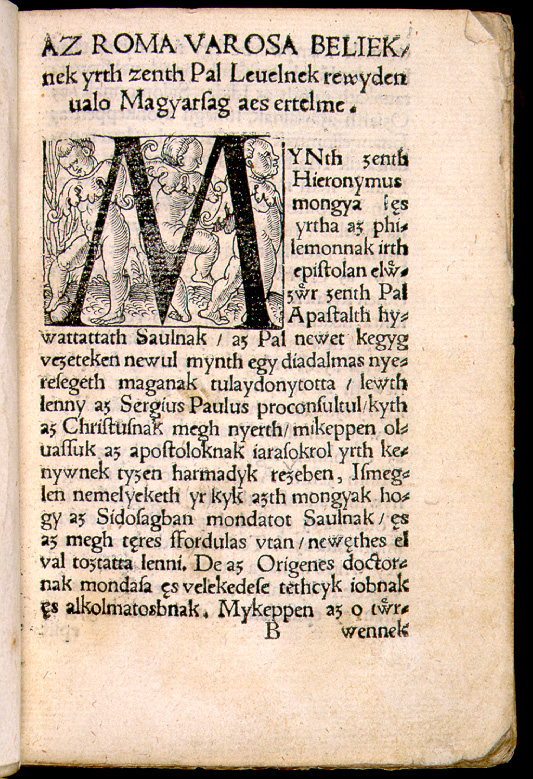
Stránka z knihy sepsané v roce 1533